# والیو (کالیفرنیا)
والیو (Vallejo) شهری در شهرستان سولانو واقع در ایالت کالیفرنیا در آمریکا می‌باشد. مطابق با سرشماری سال ۲۰۰۰ جمعیت این شهر معادل ۱۱۶٬۷۶۰ نفر می‌باشد. والهو در منطقه خلیج سانفرانسیسکو در ساحل شمالی خلیج سن پابلو واقع شده‌است. نام این شهر از ژنرال ماریانو گوآدالوپ والژو گرفته شده‌است.